# Monte Águila
Monte Águila és una localitat xilena situada a la Regió del Biobío, en la comuna de Cabrero, a 5 quilòmetres al sud de la ciutat del mateix nom. Va ser capçalera del desaparegut Ramal Monte Águila - Polcura, i això fa que sigui una localitat reconeguda per la indústria ferroviària. Té una població de 6.574 habitants.

## Toponímia
Segons el relat d'indígenes de la zona que hi van viure en la primera meitat del segle xx, el nom Monte Águila procedeix del lonco Ñancomawida, el nom en mapudungún significava "muntanya de les àguiles".

## Història

### Naixement
La història es remunta des de l'existència de maputxes i araucans, agrupats en el sector de Monte Águila, pertanyent a la subdelegació de Yumbel. Els primers habitants d'aquest poble van ser un grup de maputxes, els que vivien enmig dels territoris més sorrencs i deserts, amb escassa vegetació, coneguts per la seva ètnia com Coyunxes "Gent dels arenals". Aquests indígenes van ser dirigits pel lonco Ñancomawida, els quals amb la seva gent, no van ser acceptats en el fundo que s'hagués desenvolupat en el sector, igual que els mestres fusters que hi van treballar.
En 1852, aquest grup de naturals, es veu obligat a abandonar aquestes terres, ja que per decret suprem, el president d'aquell llavors, don Manuel Bulnes Prieto en el seu mandat de 1841 a 1851 dona pas a la Colonització Europea de les terres ocupades pels maputxes, permetent així l'arribada de colons alemanys, italians i francesos. Hi va haver diversos aixecaments maputxes, amb el propòsit de recuperar els seus territoris, amb el propòsit de recuperar les terres arrabassades, des de 1880 a 1882, i per això va ser que Ñancomawida i la seva gent es van integrar al procés progressiu d'alienació de la terra, com a represàlia pels abusos i escassos comesos pels nous habitants. Més tard, el líder d'aquell grup d'indígenes, Ñancomawida, desapareix, sense saber-se més d'ell.

### Segona meitat del segle XX
Després de la Guerra del Pacífic (1880), la localitat serveix com a punt de trasllat i embarcament d'armament i futurs soldats, els quals van ser transportats en carretes i cotxes ferroviaris. Ja en 1887, es crea un enllaç comercial entre Monte Àguila i la ciutat argentina de Neuquén, el qual es va estendre fins a 1968, període en el qual va existir un gran desenvolupament econòmic i social per Monte Águila. Una fita clau en la consolidació de Monte Águila com a ciutat, va ser la construcció del Ramal, que va unir la nostra localitat amb Polcura. El ferrocarril transandí, obra iniciada el 1905, va ser finançada per Porfirio Ahumada, de nacionalitat xilena i els seus socis Corsini (Argentí), Carlos Viel (enginyer), Martín Worman i Horaci del Riu. Sens dubte que aquest moment clau en la formació de Monte Águila, permet que la nostra localitat es consolidi i aconsegueixi un ràpid creixement, aconseguint amb si un desenvolupament social i cultural.
Però la història d'aquesta localitat, set quilòmetres al sud de Cabrero, té orígens més aviat recents. De fet, segons l'historiador Tito Figueroa en el seu llibre "Cabrero, una aproximació històrica", el sector on actualment se situa el poble de Monte Àguila era al districte del mateix nom de la subdelegació de Yumbel, però sense evidències que existís un poblat al començament del segle xx. En el text de Solano Astaburuaga publicat el 1899, on es descriu detalladament el Departament de Rere, esmenta pobles, masos i llocs, només apareix el fundo Monte de Águila. A partir del cens de 1907, sosté Figueroa, pot tenir una estadística demogràfica oficial per al poblat, que tenia en aquells dies 91 habitants. Sens dubte, el Ferrocarril del Sud, la construcció del Transandino i l'augment de la productivitat de les hisendes de la zona van donar vida a aquest nucli urbà situat a 466 km de Santiago, a 7 km al sud de Cabrero i a 115 m s.n.m.4. Prova d'això va ser el seu accelerat creixement poblacional, arribant en la dècada del 30 gairebé a mil habitants i duplicant trenta anys més tard. Segons el cens de 1992, té 5207 habitants. Per a l'historiador, referir-se a Monte Águila "és recordar l'antic ramal que partia des de l'estació del poble fins a Polcura, recorrent 72 km de parador en parador i de poble en poble".

### Actualitat
Actualment, Monte Águila és un poble que actualment pertany al municipi de Cabrero i la seva autoritat principal és el seu alcalde Mario Gierke Quevedo. Una sèrie de canvis en els darrers anys han donat un nou rostre a la ciutat, amb molts d'aquests canvis importants per al seu desenvolupament. Es van fer moltes modernitzacions a la ciutat, com el paviment dels carrers, un nou parci una sèrie d'edificis nous i cases que l'han convertit en una ciutat de major importància avui.

## Galeria

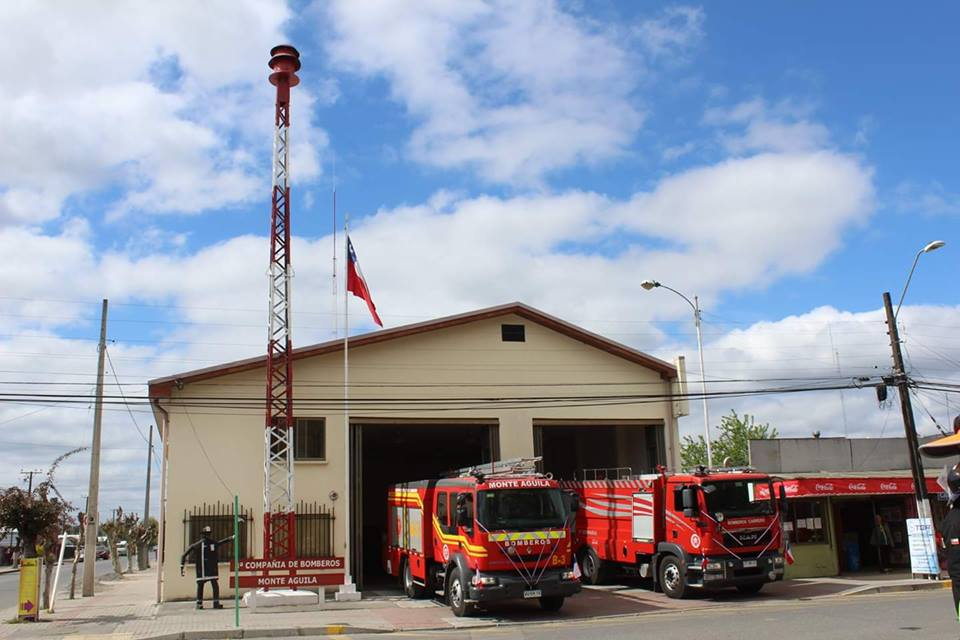
Estació de bombers
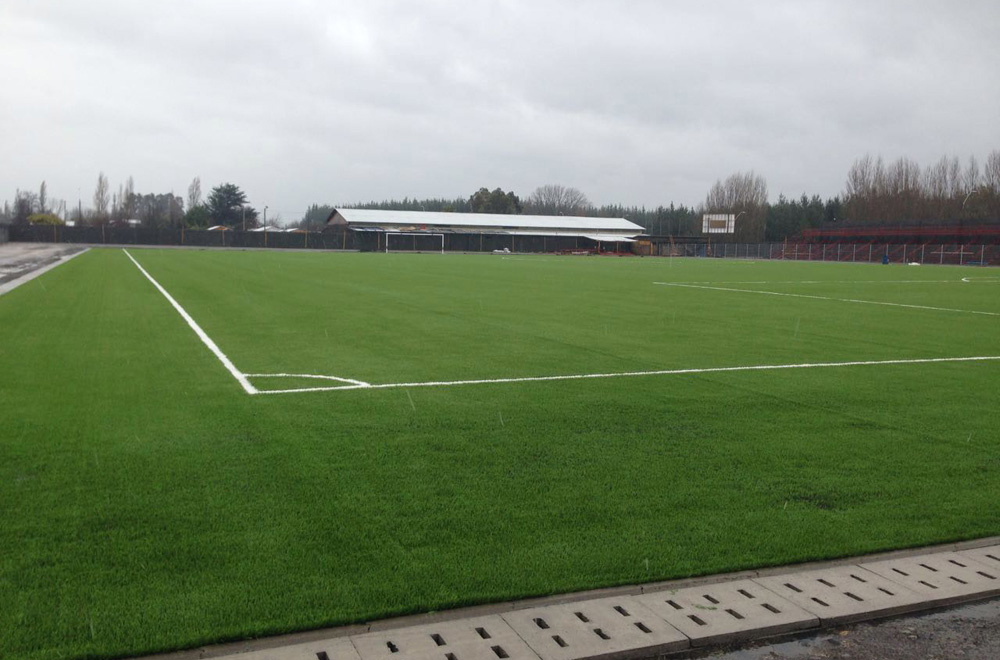
Estadi de Fútbol.
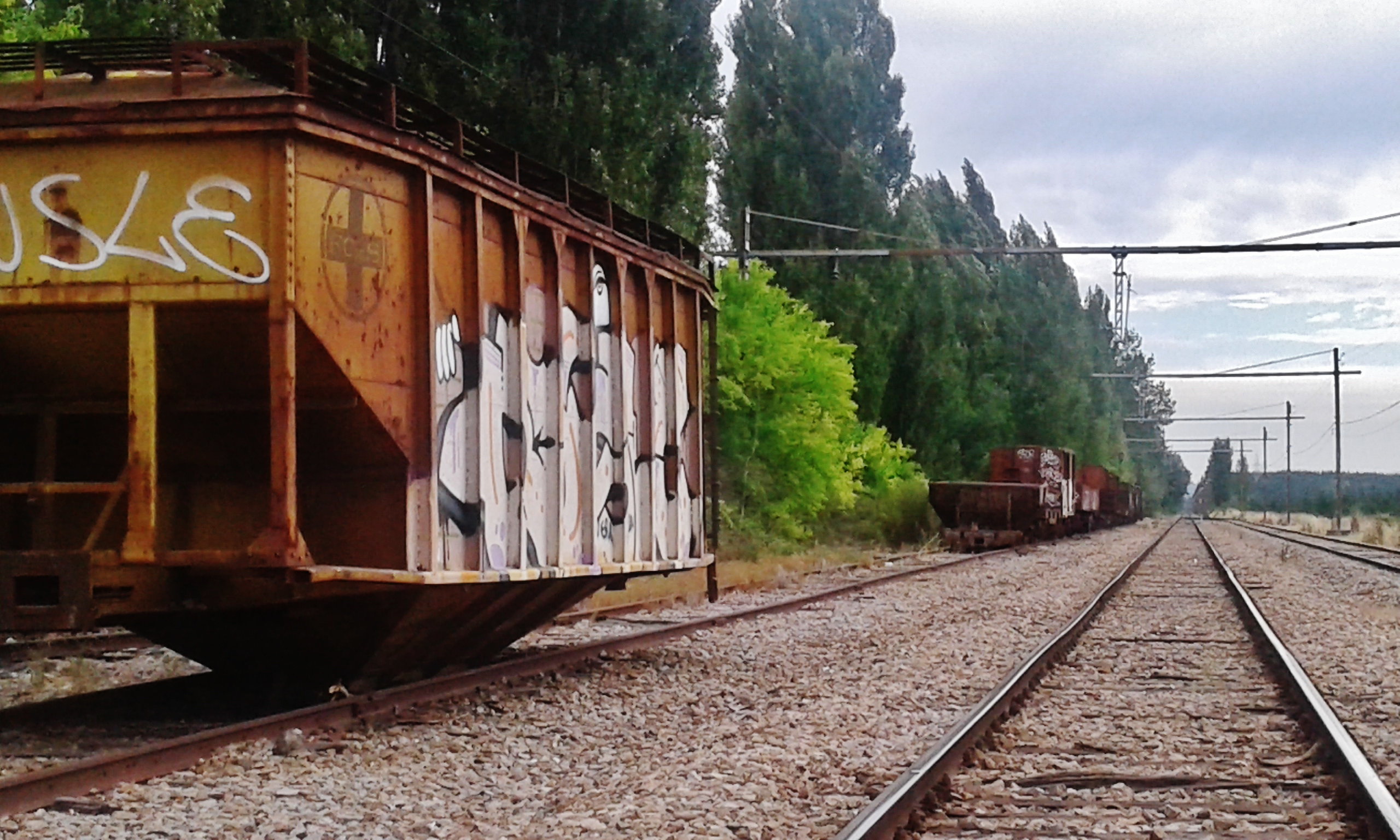
Maquinària ferroviària en desús, a l'estació de ferrocarril de la ciutat.